# RAF Westhampnett
Royal Air Force Westhampnett ou plus simplement RAF Westhampnett est une ancienne base aérienne de la Royal Air Force, située dans le village de Westhampnett (en) près de Chichester, dans le comté anglais du Sussex de l'ouest.
Elle a été construite initialement pour être un aérodrome d'atterrissage d'urgence pour les avions de chasse basés à RAF Tangmere. Au fil de la guerre, cependant, de nombreuses unités d'aviation britanniques ont été basées à Westhampnett, ainsi que des unités de chasse américaines.
Construit sur un terrain appartenant au domaine Goodwood, le propriétaire foncier de l'époque, le duc de Richmond Frederick Gordon-Lennox, a conservé le titre de propriété du terrain.
À la suite de sa fermeture par la RAF en 1946, l'aérodrome de Westhampnett est ensuite devenu le Goodwood Motor Racing Circuit puis l'aéroport de Chichester/Goodwood (en).